# Paul Riegel
Paul Riegel (* 28. September 1926 in Bonn; † 2. August 2009 ebenda) war ein deutscher Unternehmer und Sportler. Er war verheiratet und hat eine Tochter und drei Söhne.

## Leben
1946 übernahm er zusammen mit seinem 3½ Jahre älteren Bruder Hans (1923–2013) die 1920 vom Vater Hans Riegel senior gegründete Firma Haribo. Paul Riegel war bis zu seinem Tod vor allem für Produktion und Technik zuständig. Bekannt wurde u. a. die von ihm erfundene Lakritzschnecken-Wickelmaschine.
Um den Namen der Firma zu erhalten, gab Paul Riegel allen drei Söhnen vorsorglich als ersten Vornamen „Hans“. Als möglicher Nachfolger seines Bruders Hans Riegel junior war 2004 sein Sohn Hans-Jürgen Riegel, der damals die Niederlassung in Frankreich leitete, im Gespräch, bis es Anfang 2006 zum Bruch zwischen den beiden kam. Nach dem Tod von Paul Riegel im Jahr 2009 führte Hans Riegel das Unternehmen gemeinsam mit dessen Söhnen Hans Arndt Riegel und Hans Guido Riegel.
Neben der Arbeit in der Firma blieb ihm Zeit für vielfältige sportliche Aktivitäten. Paul Riegel nahm erfolgreich an nationalen und internationalen Wettkämpfen im Badminton, Motorbootrennen (1958–1962), Segeln und olympischen Schnellfeuerschießen teil. Im Badminton gewann er bei den 1953 erstmals ausgetragenen deutschen Meisterschaften Silber im Doppel und Bronze im Einzel.
Am  2. August 2009 starb Paul Riegel mehr als 7 Wochen vor seinem 83. Geburtstag.

## Erfolge im Motorboot-Rennsport
- 1960 Weltrekord 112,50 km/h (fliegender Kilometer), Klasse D-Stock
- 1961 Vizeeuropameister Klasse C-Stock in Traben-Trarbach
- 1961 Deutscher Meister Klasse C-Stock[8]
- 1962 Deutscher Meister Klasse C-Stock

Stock = Rennbootklassen mit Benzinmotoren, C = 500 cm³, D = 700 cm³